# Provinz San Antonio de Putina
Die Provinz San Antonio de Putina gehört zur Verwaltungsregion Puno und liegt im Süden von Peru. Sie besitzt eine Fläche von 3207 km². Bei der Volkszählung 2017 wurden in der Provinz 36.113 Einwohner gezählt. 10 Jahre zuvor betrug die Einwohnerzahl noch 50.490. Verwaltungssitz ist Putina. Ein weiterer größerer Ort in der Provinz ist das im Distrikt Ananea gelegene La Rinconada.

## Geographische Lage
Die Provinz San Antonio de Putina liegt im Osten der Region Puno, etwa 40 km nördlich des Titicacasees. Die Längsausdehnung in WSW-ONO-Richtung beträgt etwa 109 km. Die Provinz liegt größtenteils im Andenhochland. Lediglich im Nordosten der Provinz reicht ein schmaler Korridor quer über die Cordillera Apolobamba, ein Gebirgszug der peruanischen Ostkordillere. Dieser Korridor wird von den Berggipfeln Chapi im Westen und Chaupi Orco im Osten flankiert. An der Südflanke des Gebirges liegt der See Laguna Suches, Quellsee des Flusses Río Suches. Die Grenze zu Bolivien verläuft durch den See und die weiter nördlich gelegene Gebirgsregion. Im Süden grenzt die Provinz San Antonio de Putina an die Provinz Huancané, im Westen an die Provinz Azángaro sowie im Norden an die Provinzen Carabaya und Sandia.

## Verwaltungsgliederung
Die Provinz San Antonio de Putina besteht aus fünf Distrikten. Der Distrikt Putina ist Sitz der Provinzverwaltung.
| Distrikt          | Verwaltungssitz |
| ----------------- | --------------- |
| Ananea            | Ananea          |
| Pedro Vilca Apaza | Ayrampuni       |
| Putina            | Putina          |
| Quilcapuncu       | Quilcapuncu     |
| Sina              | Sina            |